# Morfu
Morfu (gr. Μόρφου, tur. Güzelyurt) – miasto w Tureckiej Republice Cypru Północnego / Republice Cypryjskiej. Stolica dystryktu Güzelyurt. Liczyło 15 tys. mieszkańców (2006). Przemysł spożywczy, włókienniczy.

## Współpraca
- Zeytinburnu, Turcja
- Keçiören, Turcja
- Beşiktaş, Turcja
- Manisa, Turcja
- Çekmeköy, Turcja
- Kırşehir, Turcja